# ジャン＝バティスト・ラリヴェ
ジャン＝バティスト・ラリヴェ（Jean-Baptiste Larrivé,1875年12月28日 - 1928年3月20日）はフランスの彫刻家である。1904年にローマ賞を受賞し、1919年から1927の間、リヨン国立高等美術学校の校長を務めた。

## 略歴

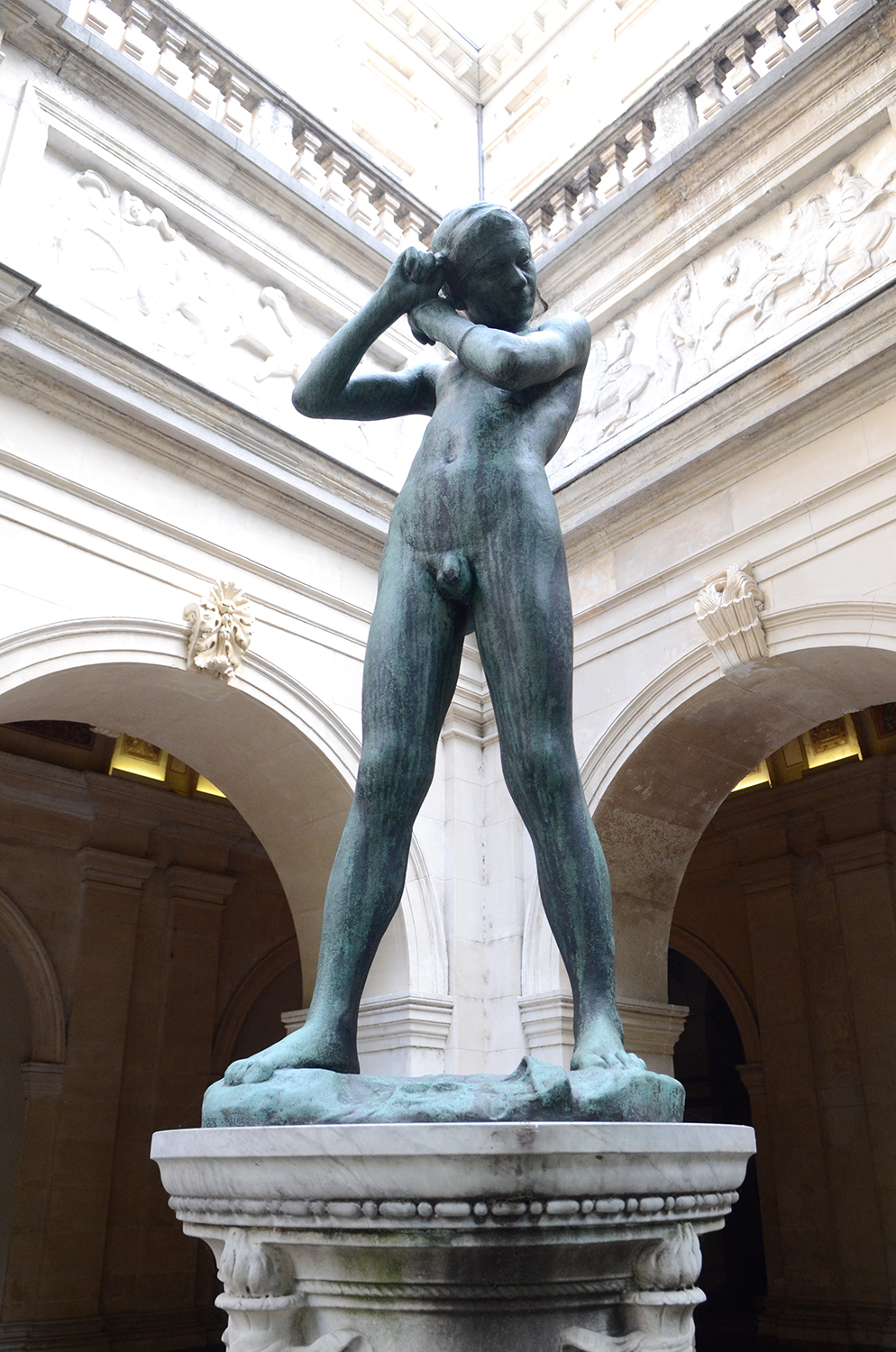
若いアスリート

リヨンで生まれた。1890年から1896年まで、リヨン国立高等美術学校で学び、パリ賞を受賞し、パリに留学し、パリ国立高等美術学校に入学した。1900年からローマ賞に応募し、1901年に2位に入賞し、1904年にローマ賞を受賞した.。1905年から1910年の間、ローマに留学し、ウジェーヌ・ギヨームの指導を受けた。
1918年から翌年の間にパリのヴァル・ド・グラース軍病院に、大規模なレリーフを製作した。その後も各地に第一次世界大戦の犠牲者の慰霊碑を製作した。1918年に、ニコラ・シカールの後任として、リヨン国立高等美術学校の校長に就任した。美術学校の校長としては彫刻のクラスの刷新や応用美術の分野、建築物の装飾などの教育を充実させるためにフレスコ画の画家などを招聘した。自らも建築家と協力して建築を飾る彫刻の製作を行った。
1926年にレジオンドヌール勲章（シュヴァリエ）を受勲した。

## 作品

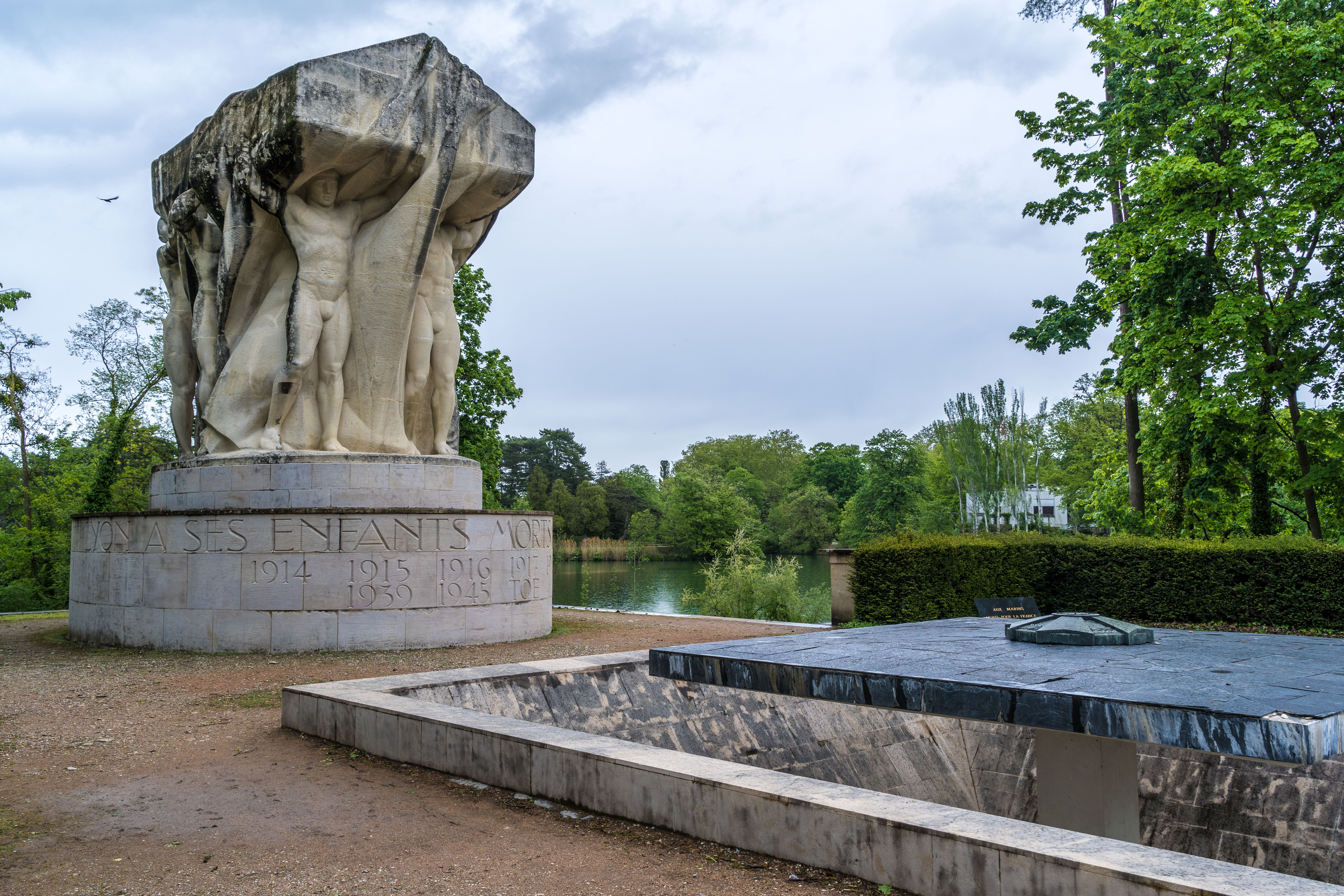
リヨンのテットドール公園の第一次大戦犠牲者慰霊碑
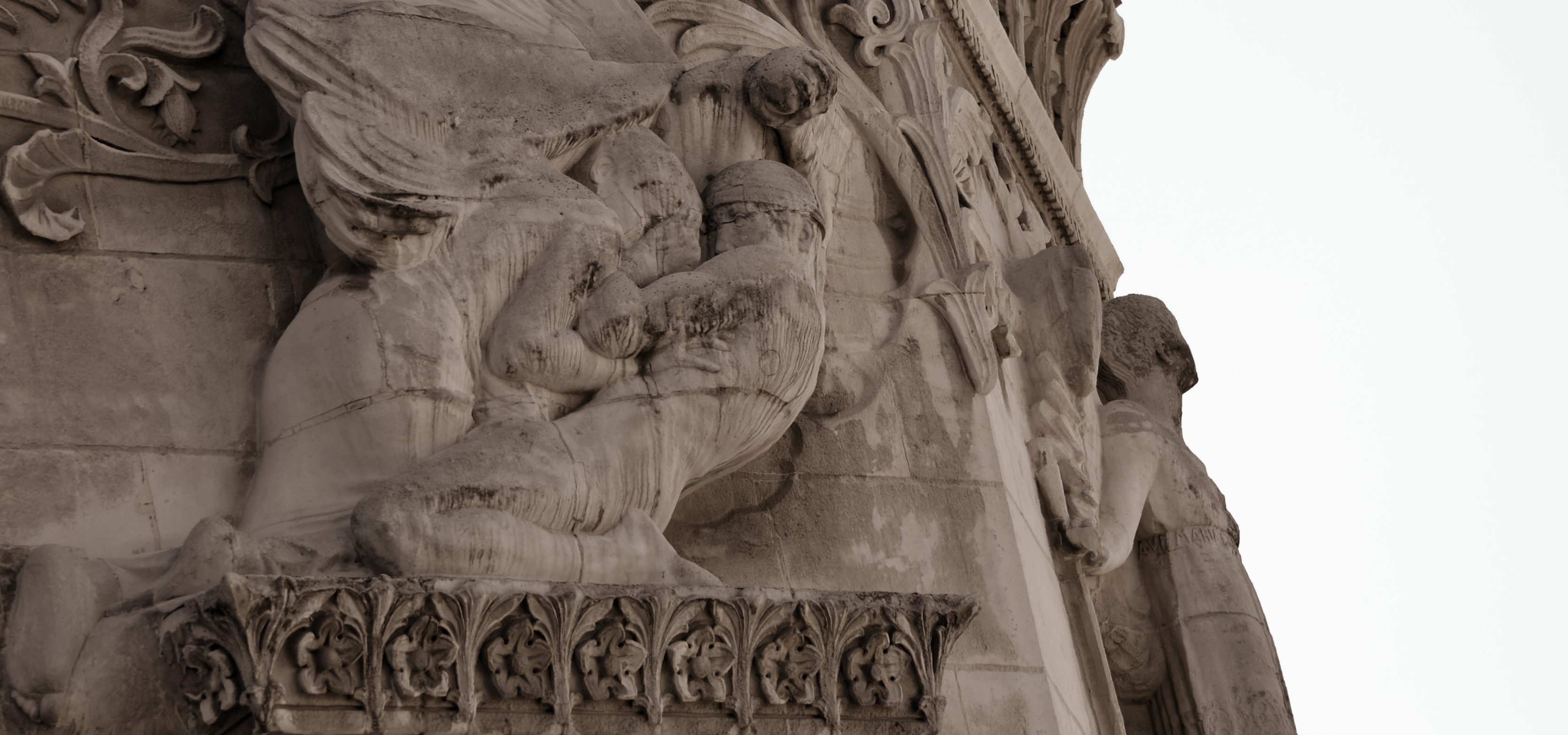
ノートルダム大聖堂 (フルヴィエール)の彫刻
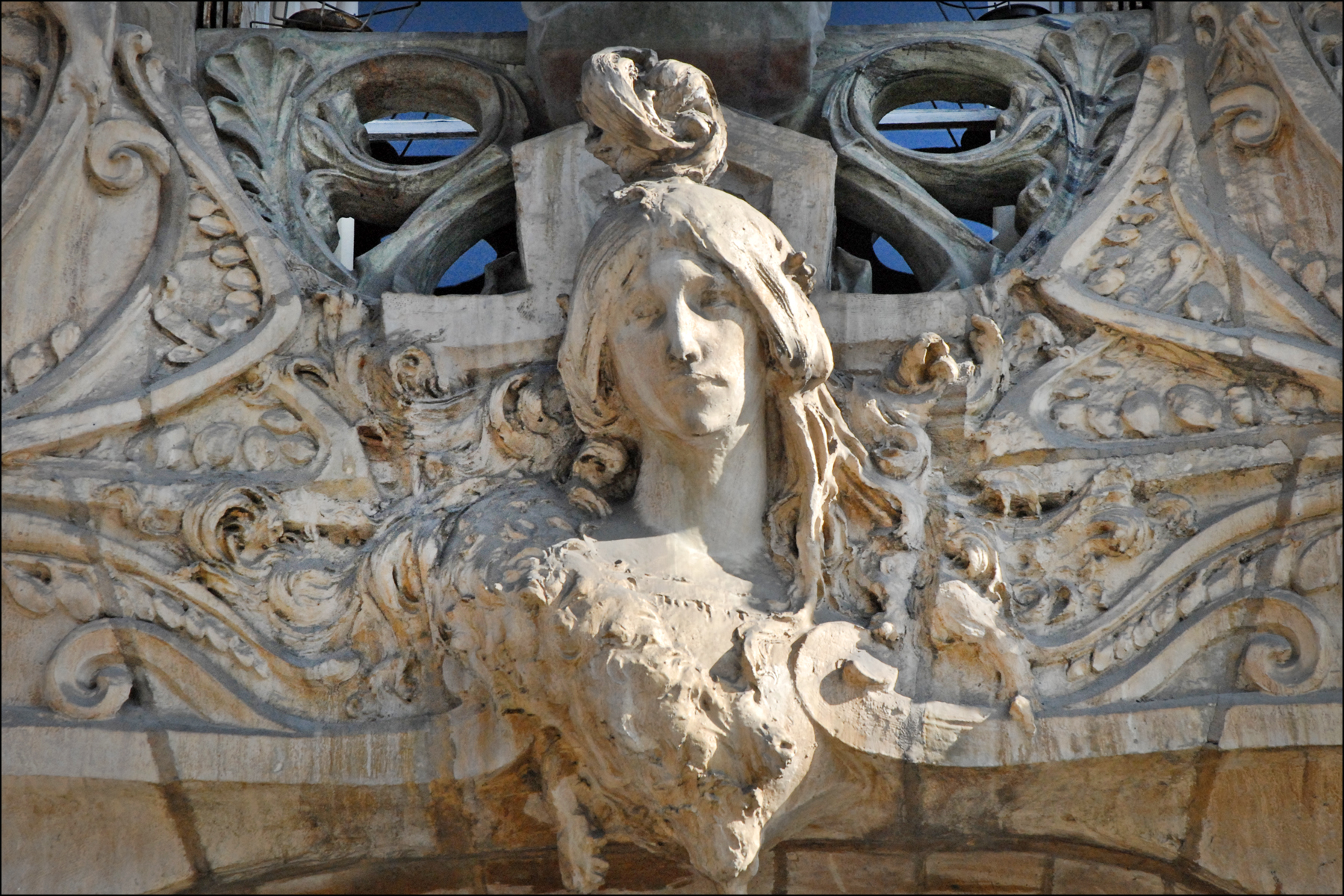
パリのジュール・ラヴィロット設計の邸宅の装飾彫刻